# Marcelino Martín González del Arco
Marcelino Martín González del Arco (Cespedosa de Tormes, Salamanca, 13 de marzo de 1886-Guadalajara, 26 de abril de 1940) fue un político español, alcalde y diputado durante la Segunda República.

## Biografía
Catedrático de Física y Química en el Instituto de Guadalajara, lideró la Agrupación Socialista de esa ciudad y fue director del diario Avante. Fue el único concejal socialista del Ayuntamiento de Guadalajara tras las elecciones de 1922.  
En las elecciones de 12 de abril de 1931, Martín formó parte de la candidatura de la Conjunción Republicano-Socialista al Ayuntamiento de Guadalajara, que logró catorce concejales, frente a los seis de la candidatura monárquica patrocinada por el Conde de Romanones, y fue elegido alcalde de la ciudad. Permaneció en el cargo hasta 1934, siendo sustituido por Antonio Cañadas Ortego. 
En las elecciones del 28 de junio de 1931 fue elegido diputado por Guadalajara de la Conjunción Republicano-Socialista, derrotando al propio Conde de Romanones. Volvió a presentarse a las elecciones de 1933 y 1936, pero no obtuvo el acta, aunque en estas últimas, fue el candidato más votado en la capital provincial.
Durante la Guerra Civil fue Director del Instituto para Obreros de Madrid. Tras la contienda, fue detenido en Alicante y trasladado a Guadalajara, donde fue fusilado el 26 de abril de 1940.